# Ryan Simpson
Ryan Simpson (ur. 9 lipca 1985) – belizeński piłkarz występujący na pozycji pomocnika, obecnie zawodnik Benguche United.

## Kariera klubowa
Simpson rozpoczynał karierę piłkarską w zespole Print Belize z siedzibą w mieście Dangriga. Po roku spędzonym w tej drużynie przeniósł się do rywala zza miedzy – New Site Erei, z którym w sezonie 2005/2006 wywalczył mistrzostwo kraju. W 2007 roku na kilka miesięcy przeniósł się do panamskiego Atlético Chiriquí, po czym powrócił do ojczyzny, gdzie bez większych sukcesów reprezentował barwy Georgetown Ibayani i Benguche United.

## Kariera reprezentacyjna
W seniorskiej reprezentacji Belize Simpson zadebiutował w 2007 roku. Wystąpił w czterech spotkaniach wchodzących w skład eliminacji do Mistrzostw Świata 2010, jednak jego drużynie nie zdołała awansować na mundial. Wziął także udział w eliminacjach do Mistrzostw Świata 2014, podczas których wpisał się na listę strzelców 7 października 2011 w przegranym 1:4 meczu z Grenadą – było to zarazem jego pierwsze trafienie w kadrze narodowej. Belizeńczycy ponownie nie zdołali się jednak zakwalifikować na światowy czempionat.